# Haplophyllum laeviusculum
Haplophyllum laeviusculum är en vinruteväxtart som beskrevs av C. C. Townsend. Haplophyllum laeviusculum ingår i släktet Haplophyllum och familjen vinruteväxter. Inga underarter finns listade i Catalogue of Life.